# نیروگاه برق آبی استورنورفاکس
نیروگاه برق آبی استورنورفاکس (به سوئدی: Stornorrfors) یک نیروگاه برقابی و سد در سوئد است که در شهرداری اومیا واقع شده‌است.